# Ainsi finit notre nuit
Pour plus de détails, voir Fiche technique et Distribution.
Ainsi finit notre nuit (So Ends Our Night) est un film américain réalisé par John Cromwell, sorti en 1941.
Le scénario est l'adaptation, par Talbot Jennings, du roman Les Exilés d'Erich Maria Remarque.

## Synopsis
Le film dénonce l'horreur du régime Nazi en Allemagne et le traitement réservé aux non aryens ainsi que les persécutions subies.

## Fiche technique
- Titre original : So Ends Our Night
- Titre francophone : Ainsi finit notre nuit
- Réalisation : John Cromwell
- Scénario : Erich Maria Remarque et Talbot Jennings
- Costumes : Irene Saltern
- Producteur : Albert Lewin et David L. Loew
- Musique : Louis Gruenberg
- Pays de production :  États-Unis
- Langue : anglais
- Photographie : William H. Daniels
- Montage : William Reynolds
- Décors : William Cameron Menzies
- Dates de sortie : 
  - États-Unis : 21 janvier 1941
  - Belgique : 4 avril 1948

## Distribution
- Fredric March : Josef Steiner
- Margaret Sullavan : Ruth Holland
- Frances Dee : Marie Steiner
- Glenn Ford : Ludwig Kern
- Anna Sten : Lilo
- Erich von Stroheim : Brenner
- Wolfgang Zilzer : Vogt